# Kvalifikation til VM i fodbold 2014, AFC
|  | Denne artikel eller sektion om sport er forældet eller ikke opdateret. Se artiklens diskussionsside eller historik. |

Kvalifikation til VM i fodbold 2014, AFC omfatter kvalifikationen af hold fra AFC til VM i fodbold 2014 i Brasilien. Der blev der spillet om fire pladser direkte i slutrunden samt én ekstra mulighed i form af en interkontinental playoff-match mod vinderen af Sydamerikas kvalifikationsturnering.

## Seedning
43 af 46 AFC 's medlemslande deltager i kvalifikationsturneringen, der forløber over fire runder. Seedningen baserer sig på Fifas verdensrangliste fra marts 2011.
| Indtræder i tredje runde (Ranked 1st to 5th)               | Indtræder i anden runde (Ranked 6th to 27th) | Indtræder i første runde (Ranked 28th to 43rd) |
| ---------------------------------------------------------- | --- | --- |
| 1. Japan 2. Sydkorea 3. Australien 4. Nordkorea 5. Bahrain | 1. Saudi-Arabien 2. Iran 3. Qatar 4. Usbekistan 5. Forenede Arabiske Emirater 6. Syrien 7. Oman 8. Jordan 9. Irak 10. Singapore 11. Kina 12. Kuwait 13. Thailand 14. Turkmenistan 15. Libanon 16. Yemen 17. Tadsjikistan 18. Hongkong 19. Indonesien 20. Kirgisistan 21. Maldiverne 22. Indien | 1. Malaysia 2. Afghanistan 3. Cambodja 4. Nepal 5. Bangladesh 6. Sri Lanka 7. Vietnam 8. Mongoliet 9. Pakistan 10. Palæstina 11. Østtimor 12. Macao 13. Kinesisk Taipei 14. Myanmar 15. Filippinerne 16. Laos |

Note
- Brunei blev suspenderet af FIFA fra September 2009[2] til maj 2011.[3] Ophævelsen kom for sent til at Brunei kunne deltage i kvalifikationen til 2014 FIFA World Cup.
- Bhutan og  Guam deltager ikke i 2014 FIFA World Cup.[4]

## Første runde
Holdene var seedet i to Pots. Pot 1 indeholdte hold rangerede fra 28–35 og Pot 2 hold som var rangeret fra 36–43.

### Seedning
| Pot 1                                                                      | Pot 2                                                                       |
| -------------------------------------------------------------------------- | --------------------------------------------------------------------------- |
| Malaysia Afghanistan Cambodja Nepal Bangladesh Sri Lanka Vietnam Mongoliet | Pakistan Palæstina Østtimor Macao Kinesisk Taipei Myanmar Filippinerne Laos |

### Kampe
Den første kamp blev afviklet den 29 juni 2011 og den anden kamp 2-3. juli 2011.
| Hold 1      | Samlet  | Hold 2          | 1. kamp | 2. kamp   |
| ----------- | ------- | --------------- | ------- | --------- |
| Malaysia    | 4–4 (a) | Kinesisk Taipei | 2–1     | 2–3       |
| Bangladesh  | 3–0     | Pakistan        | 3–0     | 0–0       |
| Cambodja    | 6–8     | Laos            | 4–2     | 2–6 (efs) |
| Sri Lanka   | 1–5     | Filippinerne    | 1–1     | 0–4       |
| Afghanistan | 1–3     | Palæstina       | 0–2     | 1–1       |
| Vietnam     | 13–1    | Macao           | 6–0     | 7–1       |
| Nepal       | 7–1     | Østtimor        | 2–1     | 5–0       |
| Mongoliet   | 1–2     | Myanmar         | 1–0     | 0–2       |

## Fjerde runde
| Pos | Hold       | K | V | U | T | +  | -  | D  | P  |
| --- | ---------- | - | - | - | - | -- | -- | -- | -- |
| 1   | Iran       | 8 | 5 | 1 | 2 | 8  | 2  | +6 | 16 |
| 2   | Sydkorea   | 8 | 4 | 2 | 2 | 13 | 7  | +6 | 14 |
| 3   | Usbekistan | 8 | 4 | 2 | 2 | 11 | 6  | +5 | 14 |
| 4   | Qatar      | 8 | 2 | 1 | 5 | 5  | 13 | -8 | 7  |
| 5   | Libanon    | 8 | 1 | 2 | 5 | 3  | 12 | -9 | 5  |

| Pos | Hold       | K | V | U | T | +  | -  | D   | P  |
| --- | ---------- | - | - | - | - | -- | -- | --- | -- |
| 1   | Japan      | 8 | 5 | 2 | 1 | 16 | 5  | +11 | 17 |
| 2   | Australien | 8 | 3 | 4 | 1 | 12 | 7  | +5  | 13 |
| 3   | Jordan     | 8 | 3 | 1 | 4 | 7  | 16 | −9  | 10 |
| 4   | Oman       | 8 | 2 | 3 | 3 | 7  | 10 | −3  | 9  |
| 5   | Irak       | 8 | 1 | 2 | 5 | 4  | 8  | −4  | 5  |

Iran, Sydkorea, Japan og Australien er dermed kvalificeret til VM.